# NGC 1995
 NGC 1995 (hay còn gọi là PGC 3.325.910) là một ngôi sao đôi nằm trong chòm sao Hội Giá. Nó được phát hiện bởi John Herschel vào ngày 28 tháng 12 năm 1834 . Kích thước của nó là 0,78 phút cung.  Trong một số nguồn, chẳng hạn như VizieR, NGC 1995 được xác định nhầm là thiên hà Lenticular NGC 1998 gần đó.